# Османская мечеть
Османская мечеть (араб. جامع عصمان‎) также известна как Амр ибн Аль-Аас (араб. جامع عمرو بن العاص‎), или мечеть Абу Калаз (араб. جامع أبو قلاز‎) — мечеть в городе Бенгази в регионе Киренаика в восточной части Ливии. Мечеть была построена в XVIII веке и является одной из самых старых в городе.

## История
Первоначальное здание мечети было построено племенем Аль-Барагат в 1740 году и носила название мечеть Абу Калаз. В 1882 году правитель Киренаики Рашид-паша приказал снести старую мечеть и построить на ее месте новую. В 1883 году была построена новая мечеть дизайн которой сохранился до наших дней. В здании мечети хранились реликвии связанные с пророком Мухаммедом. Однако в 1977 году артефакты были похищены и утрачены бесследно.
В наше время Османская мечеть не используется и находится в заброшенном состоянии из-за чего ей грозит обрушение.

## Описание
Мечеть расположена на Муниципальной площади в центре Бенгази. Современное центрально-купольное сооружение выполнено в османском стиле.